# Gare de La Rivière-de-Mansac
La gare de La Rivière-de-Mansac est une gare ferroviaire française de la ligne de Coutras à Tulle, située sur le territoire de la commune de Mansac dans le département de la Corrèze, en région Nouvelle-Aquitaine.

## Situation ferroviaire
Établie à 93 mètres d'altitude, la gare de La Rivière-de-Mansac est située au point kilométrique (PK) 133,969 de la ligne de Coutras à Tulle, entre les gares de Terrasson-Lavilledieu et de Larche.

## Histoire
La recette annuelle de la gare de « La Rivière-de-Mansac » est de 16 520 francs en 1881 et de 19 697 francs en 1882.
De 1913 à 1932 elle était aussi le point de début de la ligne Tramways de la Corrèze vers Juillac.

## Fréquentation
Selon les estimations de la SNCF, la fréquentation annuelle de la gare figure dans le tableau ci-dessous.
| Année               | 2015 | 2016 | 2017 | 2018 | 2019 | 2020 | 2021  | 2022  | 2023   |
| ------------------- | ---- | ---- | ---- | ---- | ---- | ---- | ----- | ----- | ------ |
| Nombre de voyageurs | 89   | 228  | 339  | 177  | 263  | 66   | 1 715 | 4 610 | 13 144 |

### Accueil

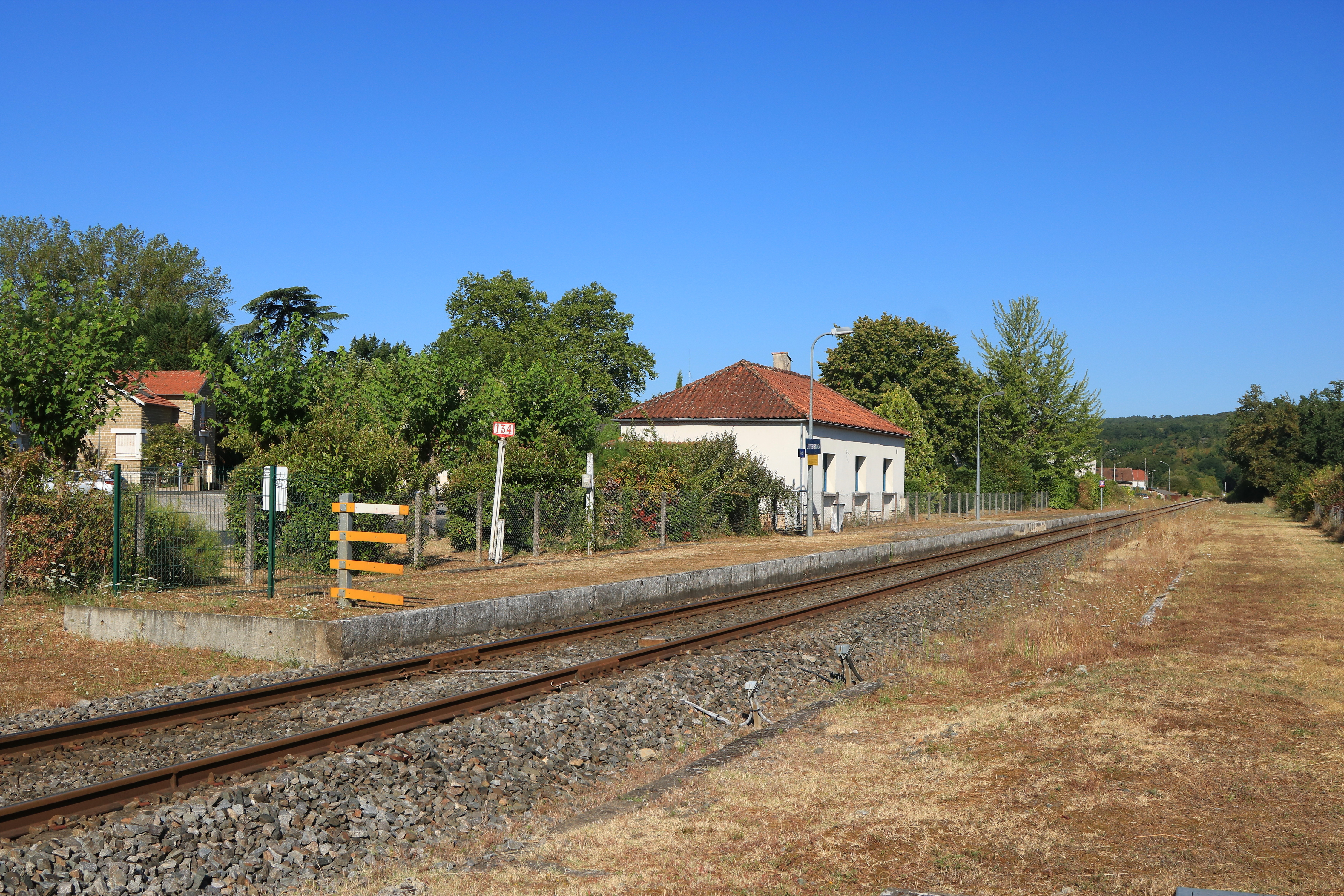
Vue générale de la gare en direction de Périgeux.

## Service des voyageurs